# Боливия на зимних Олимпийских играх 2018
Боливия на зимних Олимпийских играх 2018 года была представлена 2 спортсменами в двух дисциплинах лыжного спорта. Последний раз в зимних Олимпийских играх Боливия участвовала в 1992 году, когда в соревнованиях по горным лыжам приняли участие сразу 4 спортсмена. На церемонии открытия Игр право нести национальный флаг было доверено горнолыжнику Симону Брайтфусу Каммерландеру, а на церемонии закрытия — лыжнику Тимо Юхани Грёнлунду, который занял 105-е место в гонке на 15 км свободным стилем. По итогам соревнований сборная Боливии, принимавшая участие в своих шестых зимних Олимпийских играх, вновь осталась без медалей.

## Состав сборной
Горнолыжный спорт
1. Симон Брайтфус Каммерландер

 Лыжные гонки
1. Тимо Юхани Грёнлунд

## Результаты соревнований

### Лыжные виды спорта

#### Горнолыжный спорт
Квалификация спортсменов для участия в Олимпийских играх осуществлялась на основании специального квалификационного рейтинга FIS по состоянию на 21 января 2018 года. При этом НОК для участия в Олимпийских играх мог выбрать только того спортсмена, который вошёл в топ-500 олимпийского рейтинга в своей дисциплине, и при этом имел определённое количество очков, согласно квалификационной таблице. Страны, не имеющие участников в числе 500 сильнейших спортсменов, могли претендовать только на квоты категории «B» в технических дисциплинах. По итогам квалификационного отбора сборная Боливии завоевала олимпийскую лицензию категории «A» в мужских соревнованиях, благодаря удачным выступлениям бывшего австрийца Симона Брайтфуса Каммерландера.
Мужчины
| Соревнование      | Спортсмены                  | Скоростной спуск/ 1 спуск | Скоростной спуск/ 1 спуск | Слалом/ 2 спуск | Слалом/ 2 спуск | Всего   | Место | Отставание |
| Соревнование      | Спортсмены                  | Время                     | Место                     | Время           | Место           | Всего   | Место | Отставание |
| ----------------- | --------------------------- | ------------------------- | ------------------------- | --------------- | --------------- | ------- | ----- | ---------- |
| скоростной спуск  | Симон Брайтфус Каммерландер | не проводится             | не проводится             | не проводится   | не проводится   | 1:47,87 | 47    | +7,62      |
| супергигант       | Симон Брайтфус Каммерландер | не проводится             | не проводится             | не проводится   | не проводится   | 1:31,69 | 45    | +7,25      |
| комбинация        | Симон Брайтфус Каммерландер | 1:22,94                   | 49                        | DNF             | DNF             | —       | —     | —          |
| гигантский слалом | Симон Брайтфус Каммерландер | 1:16,27                   | 52                        | 1:15,98         | 44              | 2:32,25 | 43    | +14,21     |
| слалом            | Симон Брайтфус Каммерландер | 54,66                     | 40                        | 55,76           | 31              | 1:50,42 | 32    | +11,43     |

#### Лыжные гонки
Квалификация спортсменов для участия в Олимпийских играх осуществлялась на основании специального квалификационного рейтинга FIS по состоянию на 21 января 2018 года. Для получения олимпийской лицензии категории «A» спортсменам необходимо было набрать максимум 100 очков в дистанционном рейтинге FIS. При этом каждый НОК может заявить на Игры 1 мужчину и 1 женщины, если они выполнили квалификационный критерий «B», по которому они смогут принять участие в спринте и гонках на 10 км для женщин или 15 км для мужчин. По итогам квалификационного отбора сборная Боливии завоевала одну мужскую олимпийскую лицензию категории «B» в гонке на 15 км, благодаря успешным выступлениям бывшего финского лыжника Тимо Юхани Грёнлунда.
Мужчины
Дистанционные гонки
| Соревнование           | Спортсмены          | Результат | Отставание | Место |
| ---------------------- | ------------------- | --------- | ---------- | ----- |
| 15 км свободным стилем | Тимо Юхани Грёнлунд | 43:18.4   | +9:34.5    | 105   |